# Futurama: Worlds of Tomorrow
Futurama: Worlds of Tomorrow è un gioco mobile freemium per iOS e Android, basato sulla serie animata americana Futurama. È stato pubblicato il 29 giugno 2017 ed è stata scritta dagli stessi autori della serie TV; presenta il cast originale dello show, che dà voce ai rispettivi personaggi.

## Trama
Dopo che l'Ipnorospo ha ipnotizzato il Professor Farnsworth facendogli ordinare all'equipaggio del Planet Express di fare una "consegna" al pianeta natale Amphibios 9, il rospo attraversa lo spazio temporale in un universo alternativo, portando una femmina di ipnorospo nell'universo attuale. Quest'ultima disperde l'universo e tutti i suoi abitanti tranne Fry e Mordicchio. Con l'aiuto di Mordicchio, Fry deve aiutare a rimettere insieme l'universo e salvare i suoi amici, ricostruendo New New York e riportando i personaggi chiave ricercati lungo la strada.